# Raman Tsishkou
Raman Tsishkou (né le 2 décembre 1994 à Mahiliow) est un coureur cycliste biélorusse, spécialiste de la piste.

## Palmarès sur piste

### Championnats du monde
| Édition / Épreuve              | Poursuite par équipes | Omnium | Américaine |
| Minsk 2013                     |                       | 14e    |            |
| Cali 2014                      | 12e                   | 10e    |            |
| Saint-Quentin-en-Yvelines 2015 | 14e                   | 6e     |            |
| Hong Kong 2017                 | 14e                   | 15e    |            |
| Apeldoorn 2018                 | 14e                   | 7e     |            |
| Pruszków 2019                  | 13e                   | 9e     | 13e        |

### Coupe du monde
- 2018-2019
  - 2e de l'omnium à Cambridge

### Championnats d'Europe
| Édition / Épreuve      | Poursuite par équipes |
| Athènes 2015 (espoirs) | Bronze                |

### Championnats nationaux
- 2011
  - 2e du championnat de Biélorussie de poursuite par équipes
  - 2e du championnat de Biélorussie de l'omnium
- 2014
  -  Champion de Biélorussie de l'omnium
  -  Champion de Biélorussie de poursuite par équipes (avec Aleh Ahiyevich, Raman Ramanau, Hardzei Tsishchanka et Mikhail Shemetau)
  -  Champion de Biélorussie de l'américaine (avec Yauheni Akhramenka)
  -  Champion de Biélorussie de la course aux points
  - 3e du championnat de Biélorussie du kilomètre
- 2017
  -  Champion de Biélorussie de l'omnium
  -  Champion de Biélorussie de poursuite
  -  Champion de Biélorussie de poursuite par équipes (avec Anton Muzychkin, Raman Ramanau et Yauheni Akhramenka)
  -  Champion de Biélorussie de la course aux points
  -  Champion de Biélorussie du scratch
  - 2e du championnat de Biélorussie de l'américaine
- 2018
  -  Champion de Biélorussie de poursuite par équipes (avec Artsiom Muzykin, Maksim Andreyeu, Yauheni Akhramenka et Raman Ramanau)
  - 2e du championnat de Biélorussie de l'omnium
- 2019
  - 2e du championnat de Biélorussie de l'omnium
  - 2e du championnat de Biélorussie de l'américaine
  - 3e du championnat de Biélorussie de scratch
- 2020
  -  Champion de Biélorussie de poursuite par équipes (avec Yauheni Akhramenka, Aliaksei Shmantsar et Kiryl Prymakou)
  - 2e du championnat de Biélorussie de scratch
  - 3e du championnat de Biélorussie de poursuite
- 2021
  -  Champion de Biélorussie de poursuite
  -  Champion de Biélorussie du scratch
  - 3e du championnat de Biélorussie de course aux points

### Six Jours
- Turin : 2e en 2018 avec (Yauheni Akhramenka)
- Fiorenzuola d'Arda : 3e en 2018 avec (Yauheni Akhramenka)

## Palmarès sur route

### Par année
- 2013
  - 1re étape du Tour de Ribas
- 2014
  -  Champion de Biélorussie du contre-la-montre espoirs
- 2015
  - 2e du championnat de Biélorussie du contre-la-montre espoirs
- 2016
  -  Champion de Biélorussie du contre-la-montre espoirs
- 2021
  - Grand Prix Gazipasa
- 2025
  - Trans-Himalaya Cycling Race : 
    - Classement général
    - 1re étape

### Classements mondiaux
| Année                                 | 2016  | 2017  | 2018  | 2019 | 2020  | 2021 |
| ------------------------------------- | ----- | ----- | ----- | ---- | ----- | ---- |
| Classement mondial                    | 1964e | 1892e | 2980e | nc   | 1780e | 710e |
| UCI Europe Tour                       | 1307e | 1206e | 1981e | nc   | 1315e | 556e |
|                                       |       |       |       |      |       |      |
| Légende : nc = non classéSource : UCI |       |       |       |      |       |      |